# Henri-Gabriel Ibels
Henri-Gabriel Ibels né le 30 novembre 1867 à Paris et mort dans la même ville le 31 janvier 1936 est un peintre, illustrateur, graveur et affichiste français.
Membre du mouvement des nabis, il exprima des opinions libertaires.

## Biographie
Élève à l'Académie Julian à Paris, Henri-Gabriel Ibels y fait la connaissance de Pierre Bonnard, Édouard Vuillard, Maurice Denis, Paul-Élie Ranson et Paul Sérusier qui constituent le groupe des nabis autour du Talisman. Surnommé le « Nabi journaliste » pour son penchant vers la vie sociale, illustrateur politique, passant son temps dans les journaux, il est l'un des maîtres de l'affiche et du dessin. Il puise son inspiration dans la vie de la rue, des cafés-concerts, des rings de boxe et du cirque.

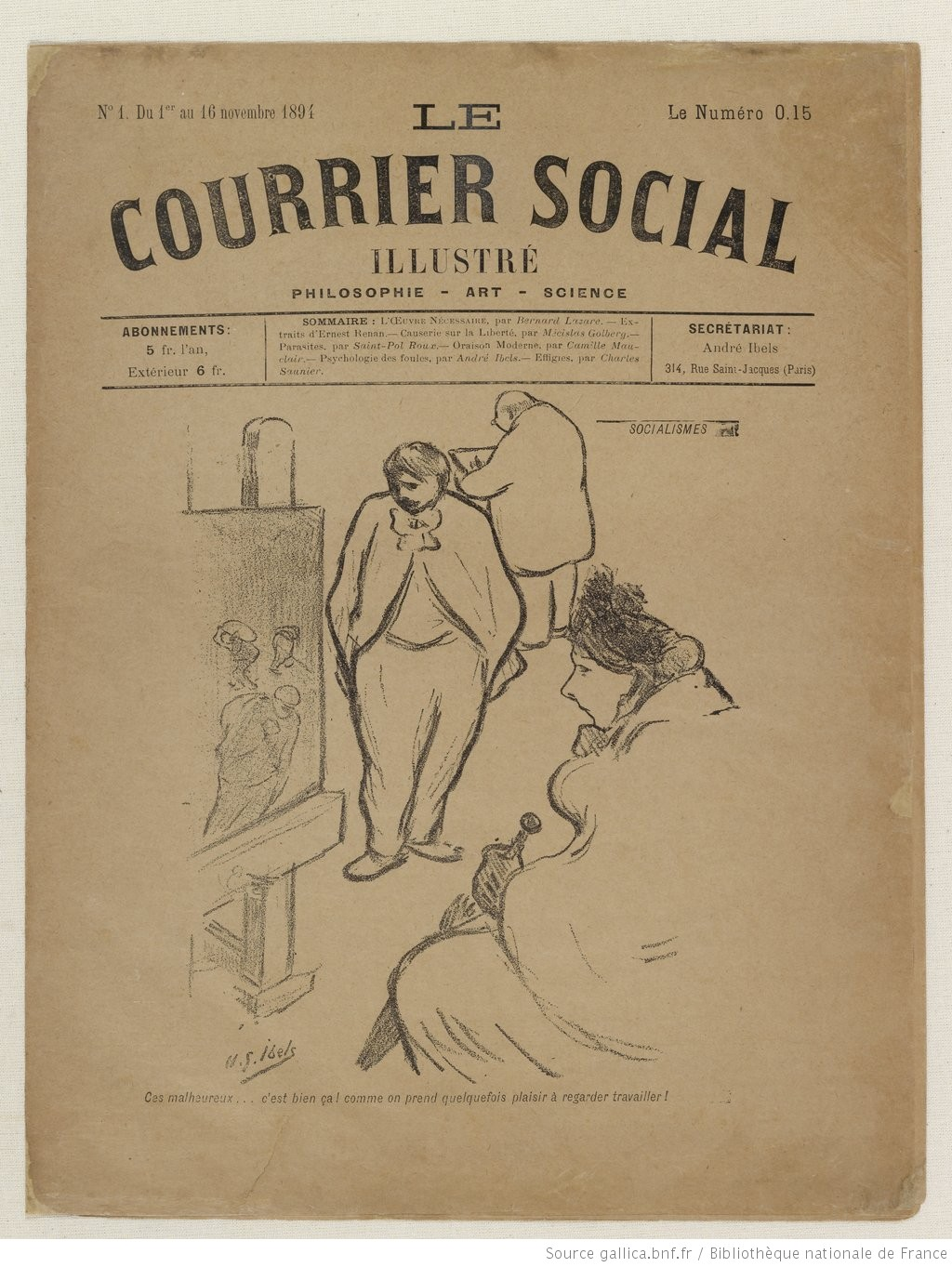
Illustration d'une couverture du Courrier social illustré dirigé en 1894 par son frère André Ibels.

À partir de 1890, il collabore au journal Le Père peinard, feuille prolétarienne de l'anarchiste Émile Pouget, à La Revue anarchiste dirigée par son frère André (1872-1932), au numéro de La Plume consacré à l'anarchie, au Mirliton, à L'Escarmouche, La Revue blanche, Le Cri de Paris, Le Courrier français, L'Écho de Paris, L'Assiette au beurre — parfois avec son frère —, et enfin  Le Sifflet, créé pour défendre Dreyfus. Il réalise les illustrations d'un grand nombre de programmes pour le Théâtre-Libre.
Selon Félix Fénéon en 1891, « circonscrit par de fortes lignes, le pinceau de M. H.–G. Ibels volute à la Van Gogh dans le sens de la forme. M. Ibels, dans ses dessins, dans ses eaux-fortes, exerce une verve neuve de satiriste ».
Il a également illustré Sébastien Roch, le roman d'Octave Mirbeau (Fasquelle, 1906).
Il est élu conseiller municipal de Poissy. Il épouse Ida Eugénie Delaporte (1867-1954) en 1893 à Paris. Parmi leurs enfants, leur fils Robert Ibels est tué devant Verdun en août 1917.
Henri-Gabriel Ibels est inhumé au cimetière parisien de Thiais (50e division).

## Œuvres

### Dessin

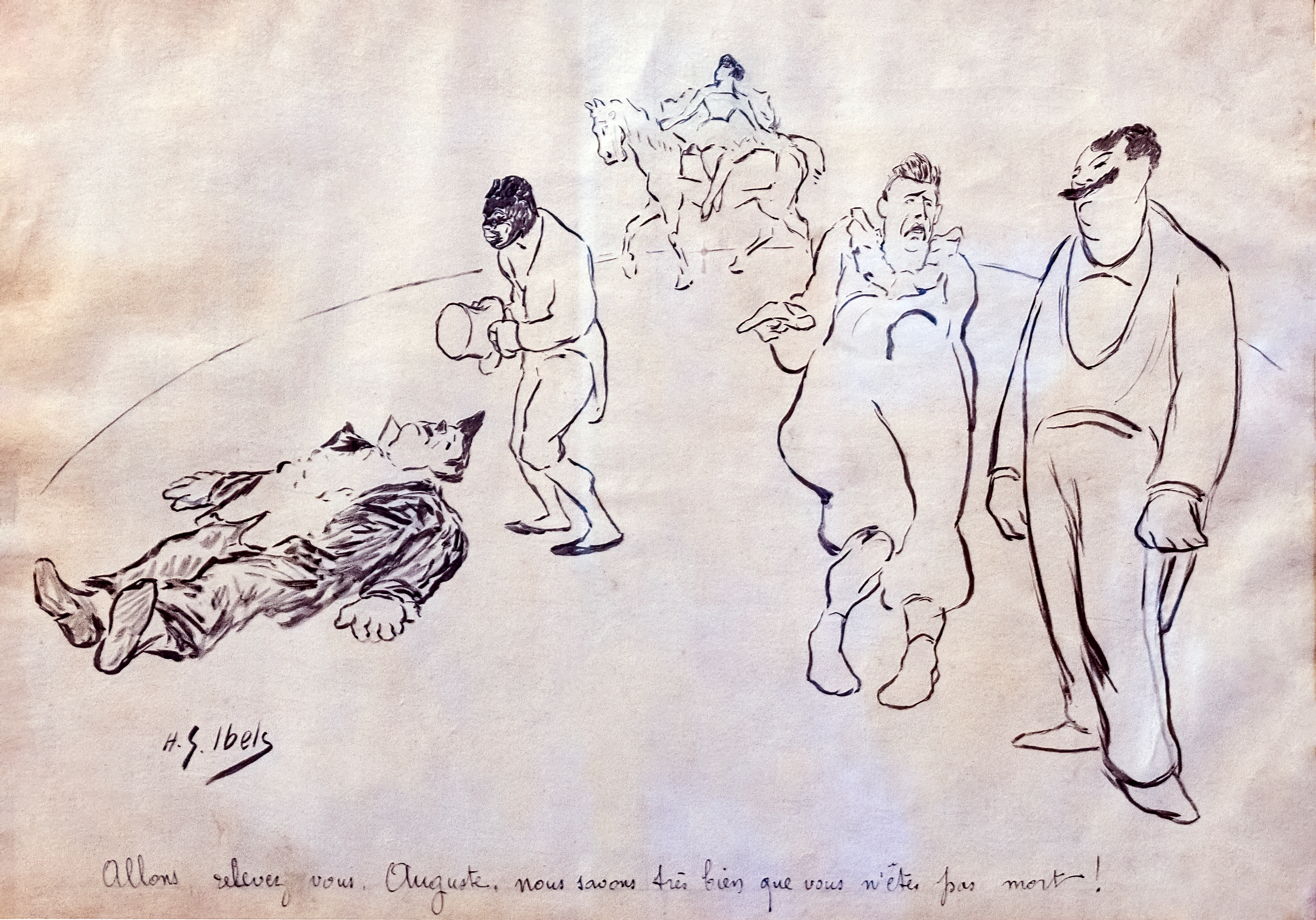
Scènes de cirque avec les clowns Footit et Chocolat (vers 1895), Palm Beach, collection Weisman et Michel.

- Les Amoureux dans un champ, vers 1893-1894, pastel et gouache, Nouveau-Brunswick, Zimmerli Art Museum.
- Le Café-concert, 1892, pastel sur papier, Nouveau-Brunswick, Zimmerli Art Museum.
- Scènes de cirque avec les clowns Footit et Chocolat, vers 1895, encre et gouache sur papier, Palm Beach, collection David E. Weisman et Jacqueline E. Michel.
- Le Bois d'amour, Genève, Petit-Palais.

### Peinture
- Brest, musée des Beaux-Arts :
  - Bretonne au parapluie, huile sur toile, 55 × 66,2 cm[4] ;
  - La Procession, huile sur toile, 46,3 × 61,2 cm[5] ;
  - Le Pêcheur, huile sur toile, 31,2 × 23 cm ;
  - Personnages dans un pré, huile sur carton, 32,8 × 40,7 cm[6].

### Estampe

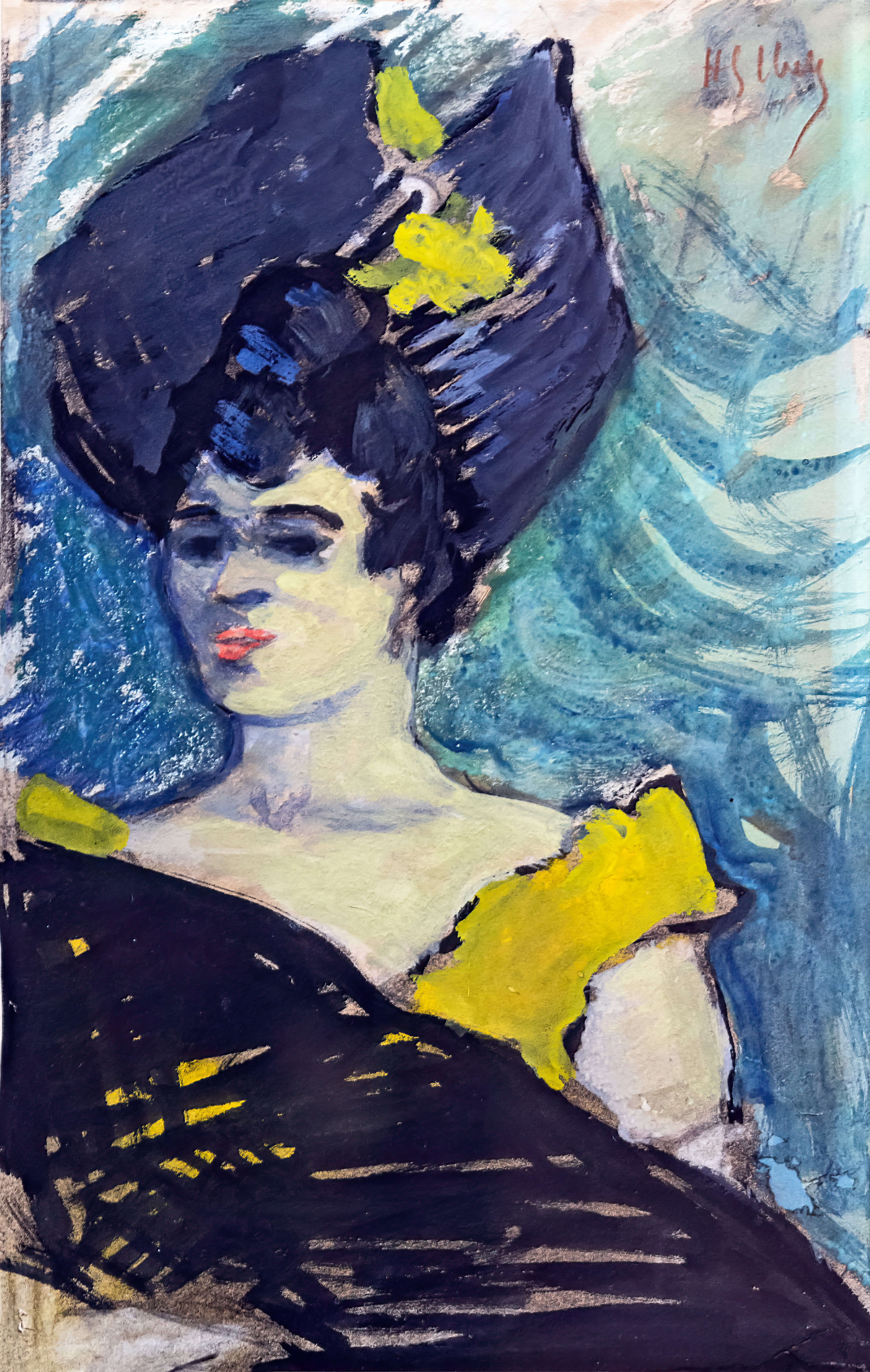
La Cosmopolita (1894), étude pour la partition, Palm Beach, collection David E. Weisman et Jacqueline E. Michel.

- Scène de cirque, vers 1890, lithographie imprimée sur soie avec rehauts de gouache, projet d'éventail, Saint-Germain-en-Laye, musée départemental Maurice-Denis.
- Les Tisserands, saison théâtrale 1892-1893, 1892-1893, lithographie en couleurs sur vélin crème.
- Performance huitième ; La Belle au Bois rêvant ; Mariage d'argent ; Ahasvère par le Théâtre Libre, 1892-1893, programme de théâtre imprimé par Eugène Verneau, Art Institute of Chicago.
- Les fossiles, 1892, programme du théâtre libre imprimé par Eugène Verneau, musée des Beaux-Arts de Brest[7].
  - Mévisto, 1892, lithographie, Palm Beach, Collection David E. Weisman et Jacqueline E. Michel.
- Le Clown, 1893, lithographie en couleurs, publiée par L'Estampe originale, Saint-Germain-en-Laye, musée Maurice-Denis.
- L'Escarmouche. le Journal illustré, 1893, affiche lithographiée[8].
- Exposition Ibels à la Bodinière, 1894, affiche lithographiée[8].
- La Cosmopolita, 1894, page de partition lithographiée, Palm Beach, Collection David E. Weisman et Jacqueline E. Michel[8].
- Pierrefort, 1897, affiche lithographiée.
- Mévisto (chansonnier), affiche lithographiée.
- La Femme du marché, lithographie, Art Institute of Chicago.
- Bretonne au panier, lithographie, 23,8 × 14,8 cm, musée des Beaux-Arts de Brest[9].

Lithographies d'Henri-Gabriel Ibels
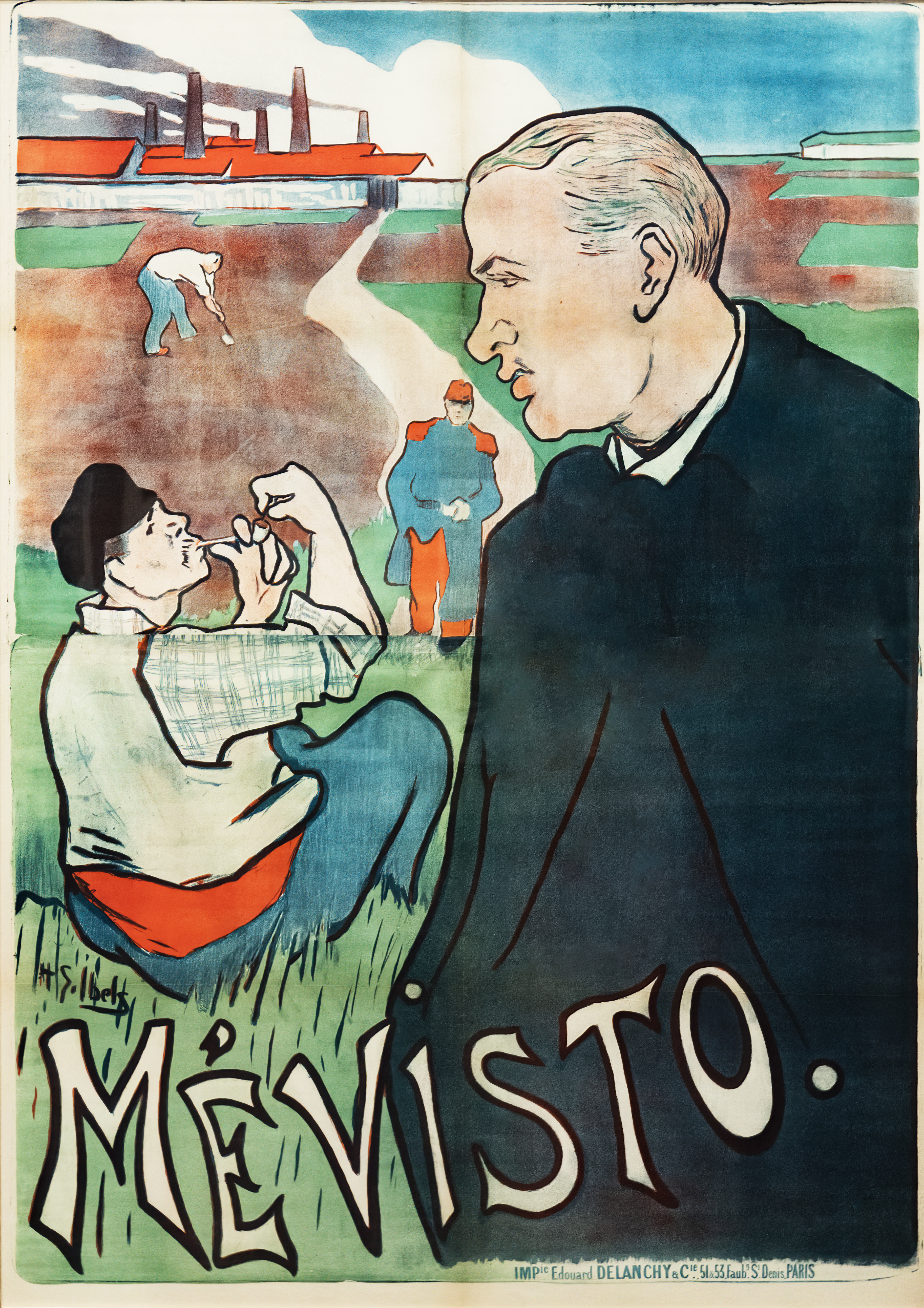
Jules Mévisto (1892).
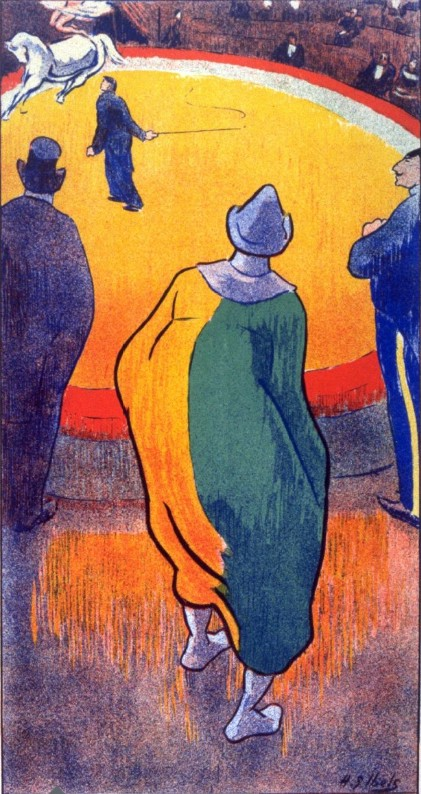
Au cirque (1893).
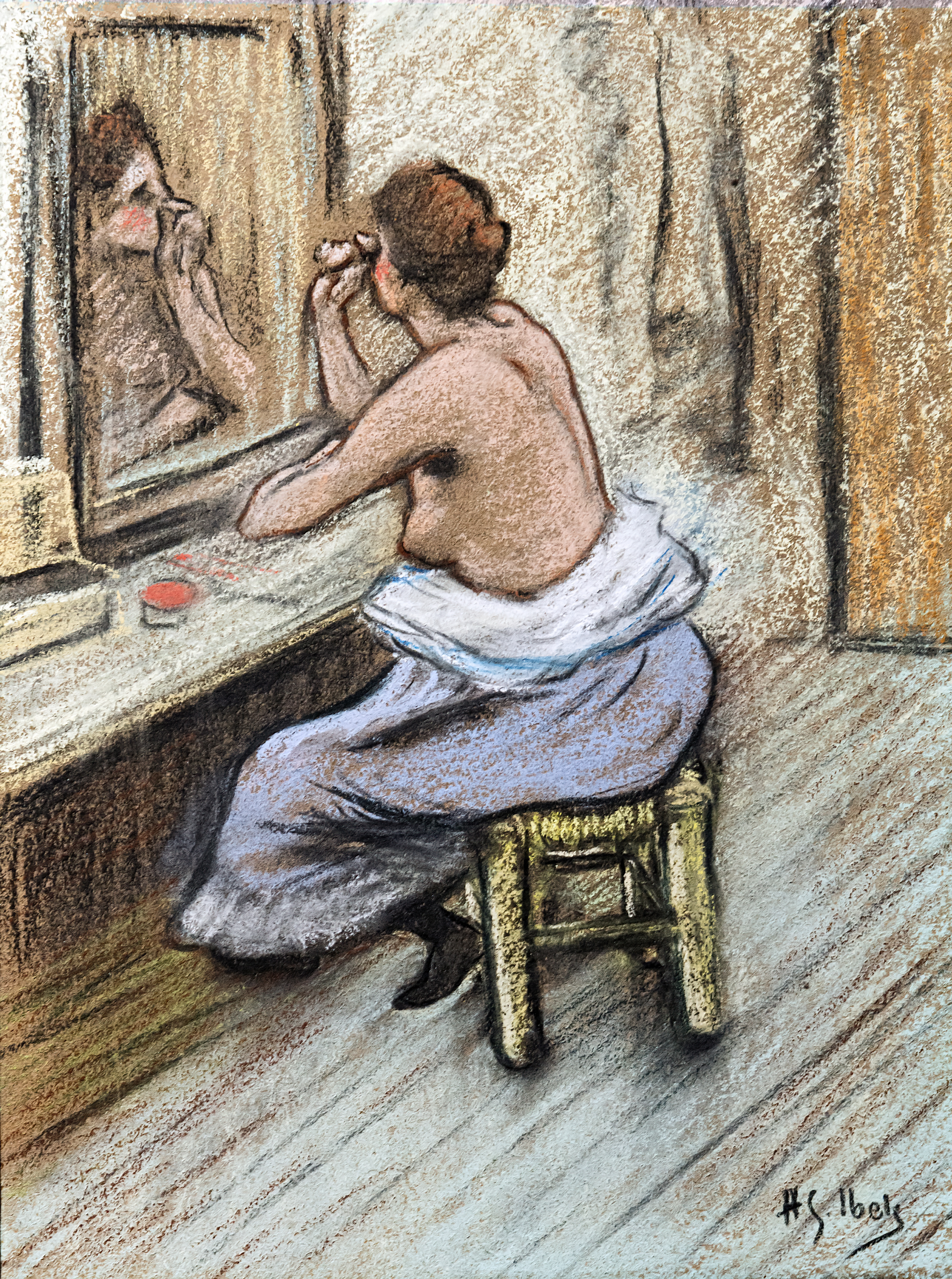
Pastel original pour Mensonge (1893)
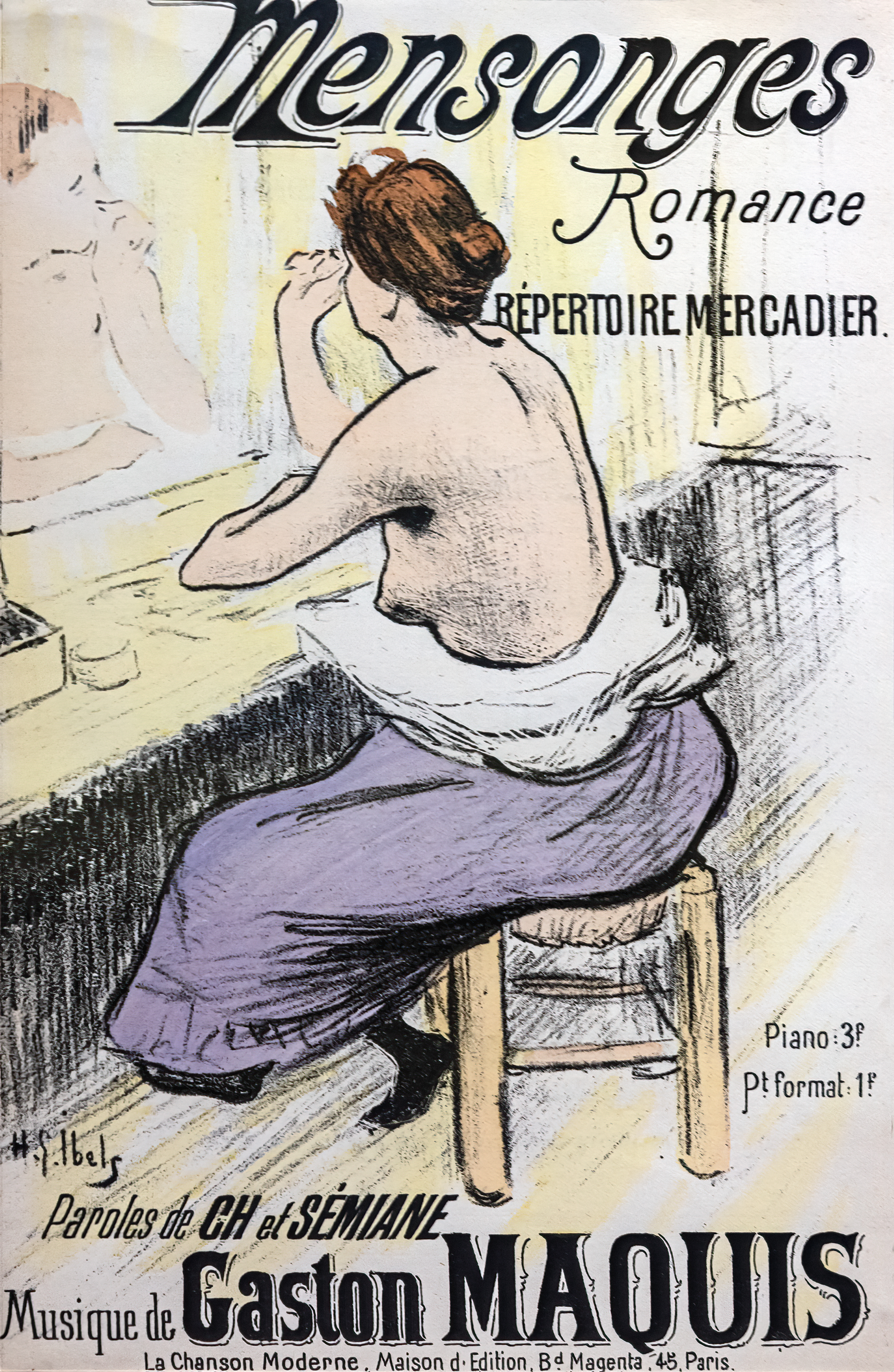
Lithographie pour Mensonge
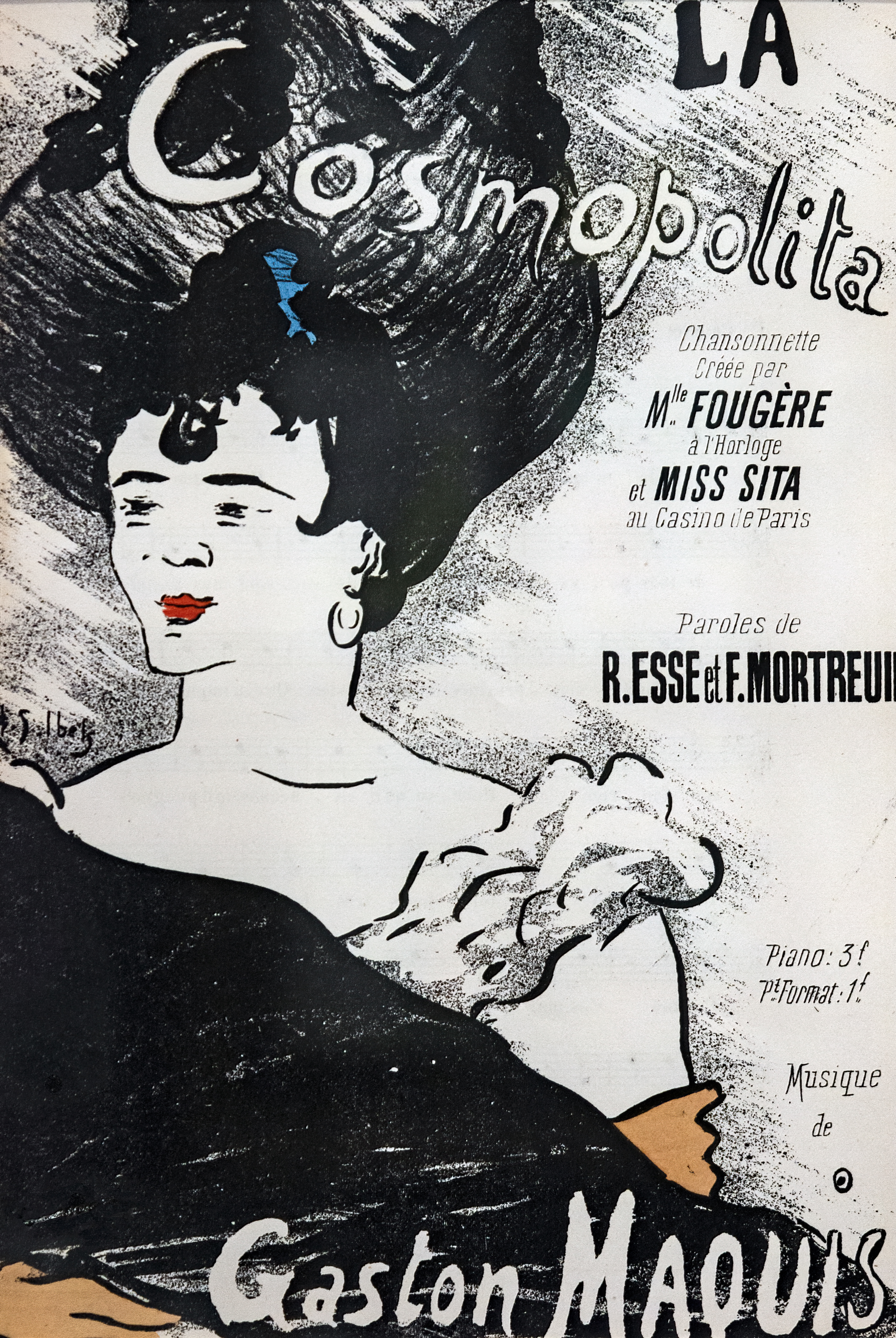
La Cosmopolita (1894).
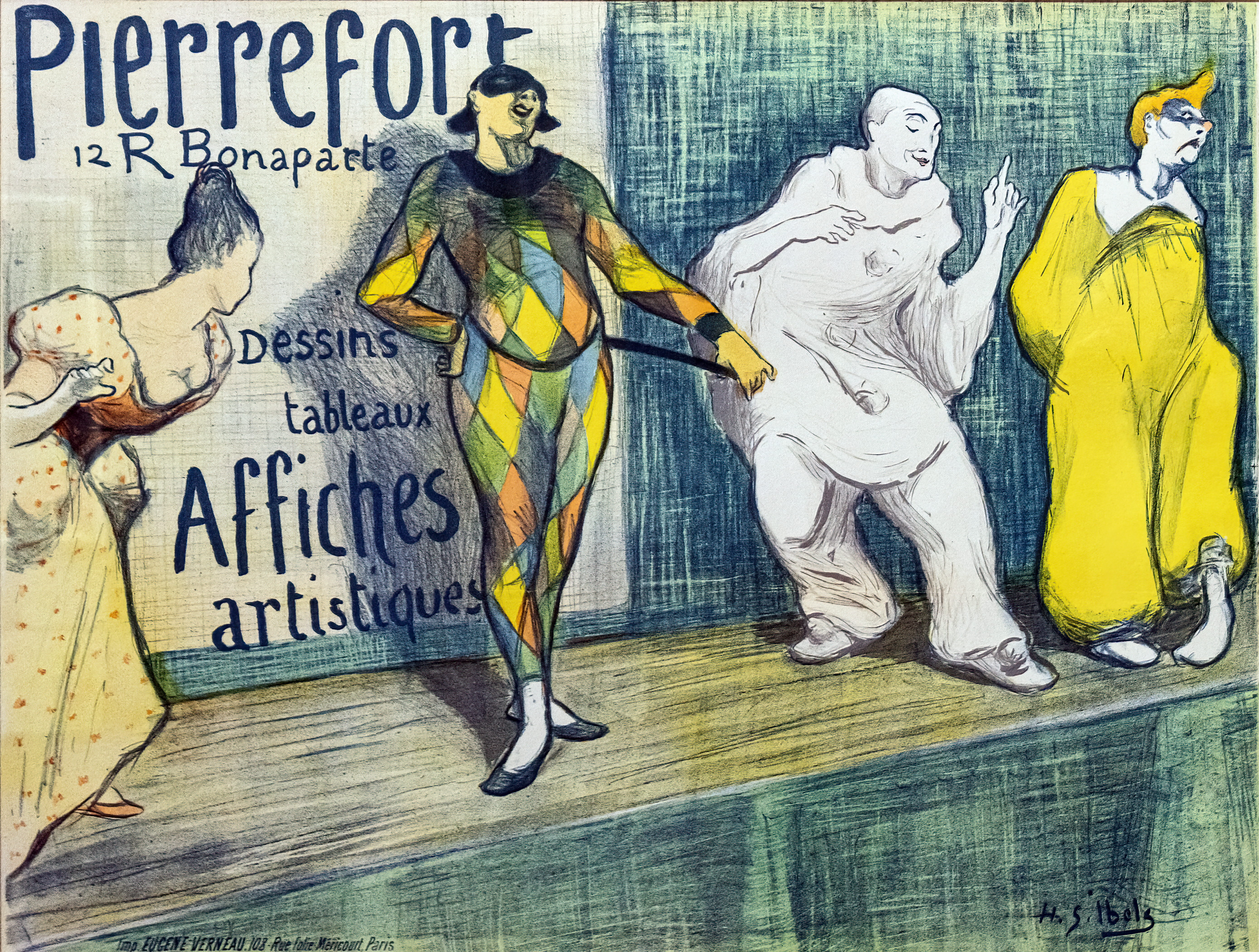
Galerie  Pierrefort (1897).

## Salons
- Salon des indépendants de 1891.
- Salon des Cent en 1894, dont il dessine l'affiche.

## Expositions
- 1971-1972, musée des Beaux-Arts de Brest : Le temps de Gauguin[10].
- 2009-2010, musée Bunkamara de Kytakyushu, musée des Beaux-Arts de Hiroshima au Japon : « Toulouse Lautrec et ses amis »[11].

## Hommages

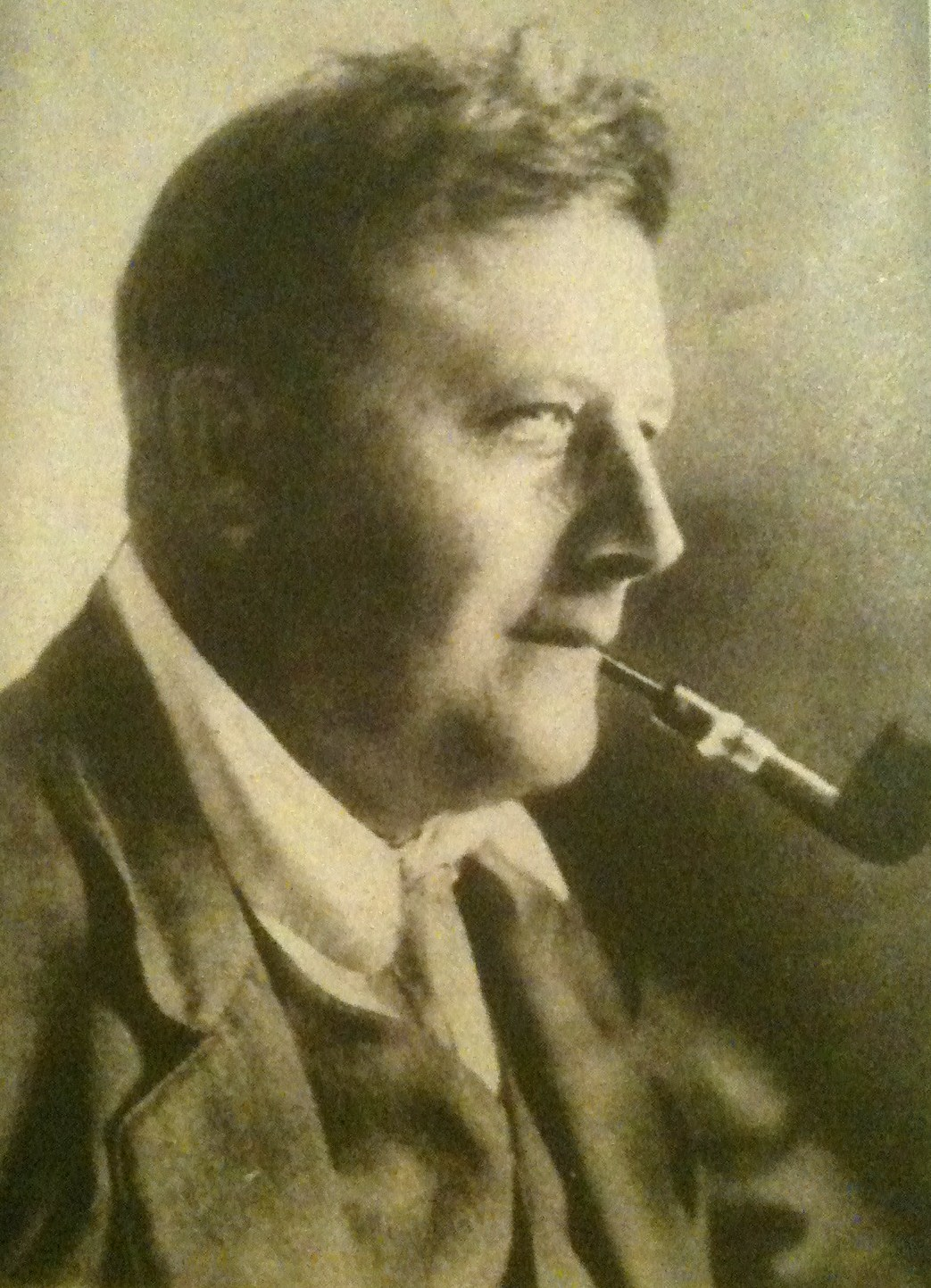
Portrait d'Ibels, photographie anonyme parue dans Je sais tout en mars 1914.

La ville de Lagny-sur-Marne a donné son nom à une voie de la commune.

## Collections publiques
- États-Unis
  - Chicago, Art Institute of Chicago :
    - Performance huitième ;
    - La Belle au Bois rêvant ;
    - Mariage d'argent ;
    - Ahasvère par le Théâtre Libre.

  - New York, Metropolitan Museum of Art.
- France
  - Saint-Germain-en-Laye, musée départemental Maurice-Denis :
    - Scène de cirque, lithographie sur soie ;
    - Le Clown, lithographie ;
    - L'Haltérophile, peinture.

  - Brest, musée des Beaux-Arts[10].
- Suisse
  - Genève, Petit Palais : Le Bois d'amour.

## Iconographie
- Henri de Toulouse-Lautrec, Portrait d'Henri-Gabriel Ibels, 1893[réf. nécessaire].
- Autoportrait paru dans La Plume en 1893.